# Doodstraf in de Verenigde Staten
De doodstraf is een wettelijke bestraffing voor veroordeelden in 27 van de 50 Verenigde Staten van Amerika. In 7 van deze 27 staten is een moratorium opgelegd, oftewel is de doodstraf (tijdelijk) opgeschort maar nog niet officieel afgeschaft. De federale overheid en het leger hebben ook het recht mensen ter dood te veroordelen. Iedere staat die de doodstraf toepast heeft zijn eigen wetten wat betreft de methode van de terdoodbrenging en de misdaden die de doodstraf rechtvaardigen. Voordat het federale hooggerechtshof het executeren van minderjarigen in 2005 afschafte, waren de Verenigde Staten een van slechts acht landen die de doodstraf toepassen op veroordeelden van onder de achttien jaar oud.
Voor veel Amerikanen blijft de doodstraf een controversieel punt. Vele organisaties en prominente Amerikanen hebben zich in het debat gemengd. Voor- en tegenstanders baseren zich op zowel emotionele, morele als praktische argumenten.
Tussen 1973 en 2005 werden 7254 mensen ter dood veroordeeld. Van hen zijn er inmiddels ca. 1524 geëxecuteerd en zitten er nog 3359 in de dodencel. 2403 mensen werden in hoger beroep vrijgesproken of tot een andere straf veroordeeld; ongeveer 270 veroordeelden stierven in de dodencel als gevolg van natuurlijke oorzaken, moord of zelfmoord. 176 van de 7254 veroordeelden werd gratie verleend door de gouverneur van hun staat.

## Geschiedenis
Tussen 1608 en 1991 werden ongeveer 15.000 mensen geëxecuteerd door de Verenigde Staten of een van de voorlopers hiervan. Tussen 1930 en 2002 werd de doodstraf 4661 keer voltrokken, waarvan 66% binnen de eerste twintig jaar van deze periode. Bovendien executeerde het Amerikaanse leger tussen 1930 en 1961 160 van zijn soldaten. De laatste executie binnen de marine vond plaats in 1849.
De doodstraf werd tussen 1967 en 1976 in de hele VS opgeschort, na een aantal uitspraken van het federale hooggerechtshof. Hoewel het hooggerechtshof de doodstraf zelf niet verbood, werden veel wetten die tot de doodstraf konden leiden veroordeeld. In de zaak Furman v. Georgia in 1972 verbood de rechtbank expliciet een wet uit de staat Georgia, waardoor van een jury van een proces gevraagd kon worden tegelijkertijd te beslissen of de gedaagde schuldig was én of hij of zij de doodstraf moest krijgen of een levenslange gevangenisstraf. Later besloot het hooggerechtshof in rechtszaken aangespannen tegen de staten Louisiana en North Carolina, dat het verplicht stellen van de doodstraf voor bepaalde typen moorden niet langer toegestaan was.
Op 17 januari 1977 werden de executies hervat na een ander vonnis van het hooggerechtshof, en Gary Gilmores doodstraf werd voltrokken door middel van een vuurpeloton in Utah. Sindsdien zijn 1524 mensen geëxecuteerd, waarvan ongeveer een derde door de staat Texas. Californië heeft de meeste gevangenen in de dodencel, maar relatief weinig executies. Betreffende het aantal executies per hoofd van de bevolking wordt de lijst aangevoerd door Oklahoma. In 2002 is de doodstraf voor minder begaafden verboden omdat deze tegenstrijdig is met de federale grondwet. Alle ter dood veroordeelden worden sindsdien getest. Op 24 juni 2004 werd de doodstraf in New York ongrondwettelijk verklaard en op 17 december datzelfde jaar ook in Kansas. In Illinois zijn twaalf mensen ter dood gebracht en dertien in hoger beroep vrijgesproken. Daarom besloot de gouverneur, George Ryan, de straf van allen die in de dodencel zaten in januari 2003 om te zetten naar een lichtere straf. In 2005 is de doodstraf voor minderjarigen verboden, omdat deze tegenstrijdig is met de federale grondwet. Sinds 15 december 2006 bestaat een moratorium op de doodstraf in Californië omdat de uitvoering ongrondwettelijk is maar wel gecorrigeerd kan worden.
In New Jersey werd de doodstraf weer afgeschaft op 13 december 2007. Hetzelfde gebeurde in New Mexico op 18 maart 2009 en in Connecticut op 25 april 2012. Op 15 maart 2013 werd de doodstraf in de staat Maryland afgeschaft. Ook schafte de staat Washington in 2018 de straf af.

## Staten zonder doodstraf
Per 24 maart 2021 was in 23 van de 50 staten de doodstraf afgeschaft.
Jaar van afschaffing tussen haakjes.
1. Michigan (1846)
2. Wisconsin (1853)
3. Maine (1887)
4. Minnesota (1911)
5. Hawaï (1957)
6. Alaska (1957)
7. Vermont (1964)
8. Iowa (1965)
9. West Virginia (1965)
10. North Dakota (1973)
11. Massachusetts (1984)
12. Rhode Island (1984)
13. New York (2004)
14. New Jersey (2007)
15. New Mexico (2009)
16. Illinois (2011)
17. Connecticut (2012)
18. Maryland (2013)
19. Delaware (2016)
20. Washington (2018)
21. New Hampshire (2019)
22. Colorado (2020)
23. Virginia (2021)

In een enkele staat behelsde de afschaffing alleen dat de doodstraf niet meer opgelegd kon worden. Bij degenen die voor de afschaffing al in de dodencel zaten, kon of kan alsnog de doodstraf worden uitgevoerd. In andere staten werd de doodstraf omgezet in levenslang zonder uitzicht op vrijlating.

### Moratorium
In zeven staten geldt een moratorium, wat inhoudt dat de doodstraf nog niet officieel is afgeschaft, maar door de rechtelijke macht en/of de gouverneur van de staat is opgeschort. Hierdoor zullen in deze staten geen doodstraffen worden uitgevoerd.
1. Californië (december 2006: rechtelijke macht; maart 2019: gouverneur)
2. Kentucky (2009: rechtelijke macht)
3. Montana (2015: rechtelijk macht)
4. North Carolina
5. Oregon (2011: gouverneur)
6. Pennsylvania (2015: gouverneur)
7. Tennessee (mei 2022: gouverneur)

Daarnaast heeft de gouverneur van Ohio de doodstraf tijdelijk opgeschort totdat er een betere manier gevonden is om deze uit te voeren, zonder dat de veroordeelde tijdens de uitvoering van de straf onnodig pijn lijdt.

## Misdaden die bestraft kunnen worden met de doodstraf
Het verschilt per jurisdictie welke veroordeelden ter dood veroordeeld kunnen worden. Alle staten die de doodstraf kennen, de federale overheid én het leger beschouwen moord als een misdaad die bestraft moet kunnen worden met de dood. Andere zulke misdaden zijn hoogverraad, ontvoering met gebruik van geweld (in Idaho, Georgia, Kentucky en South Carolina), het kapen van een vliegtuig (in Georgia en Mississippi), verkrachting van iemand onder de twaalf jaar (Louisiana) en spionage. Op de lijst van het Amerikaanse leger staan vijftien misdaden waarop de doodstraf kan staan, maar een aantal is slechts van toepassing in tijden van oorlog (zoals desertie).
In 1994 werd door president Clinton de mogelijkheid voor het opleggen van de doodstraf sterk uitgebreid. Sindsdien is het aantal executies verdrievoudigd.
Desondanks zijn sinds 1964 geen mensen meer geëxecuteerd voor een veroordeling voor iets anders dan moord of terrorisme. Iedereen die in 2002 in de dodencel zat was veroordeeld voor het plegen van een moord.
In de meeste staten zijn voor een veroordeling tot de doodstraf strafverzwarende omstandigheden vereist. De openbaar aanklager kan dan de misdaad plus de omstandigheden ten laste leggen en de doodstraf eisen. Wanneer de jury de misdaad met strafverzwarende omstandigheden bewezen heeft verklaard, zal een nieuwe procesronde volgen. Hierbij wordt de straf vastgesteld. De raadsman van de verdachte zal strafverlichtende omstandigheden aanvoeren, de openbaar aanklager zal de strafverzwarende omstandigheden benadrukken. De jury kan dan al dan niet de doodstraf opleggen.

## Methoden

De doodstraf per staat:
Geen doodstraf
Doodstraf ongrondwettelijk verklaard
Geen executies na 1976
Heeft geëxecuteerd na 1976

In de geschiedenis van de Amerikaanse kolonies en de Verenigde Staten zijn veel verschillende manieren gebruikt om de veroordeelden te executeren; momenteel worden er nog vijf methoden toegepast. In vroegere tijden werden de veroordeelden meestal opgehangen, maar ook werden mensen als straf verbrand, verpletterd, geradbraakt, verhongerd of geknuppeld. Tegenwoordig gebruiken bijna alle staten een dodelijke injectie. Sommige staten staan ook elektrocutie, vergassing, ophanging en een vuurpeloton als executiemethode toe.
Tussen 1976 en 2004 werd 82% van de executies voltrokken door middel van een injectie. 16% van de veroordeelden stierf in de elektrische stoel, en de overige 2% door de gaskamer, ophanging of het vuurpeloton. Bij de executies na 2001 werd slechts drie van de 273 executies níet de injectie gebruikt. De laatste keer dat een andere methode werd toegepast – de elektrische stoel – was in 2018; vergassing werd voor het laatst gebruikt in 1999, ophanging in 1996 en het vuurpeloton in 2025.
De elektrische stoel was gedurende het grootste deel van de 20e eeuw de meest gebruikte manier om de doodstraf te voltrekken: zijn bijnaam was Old Sparky. Een aantal van deze stoelen, voornamelijk in Florida, functioneerde niet naar behoren, waardoor in heel Amerika het debat op gang kwam of deze manier van doden niet te wreed was. Vanaf toen werd de injectie de belangrijkste executiemethode.
In alle staten wordt de dodelijke injectie toegepast. In sommige staten kan de keuze bewust worden gemaakt voor een andere methode en in sommige staten is een andere methode alleen toegestaan wanneer de dodelijke injectie niet beschikbaar is of ongrondwettelijk is.
Ophanging als optie was tot de afschaffing in 2019 nog toegestaan in New Hampshire. In Washington was het ook mogelijk tot de staat de doodstraf in november 2018 afschafte.
Staten die een gaskamer als optie hebben zijn Californië, Arizona, Wyoming en Missouri.
In de staten South-Carolina,  Utah en Oklahoma is het nog mogelijk om executies te voltrekken met een vuurpeloton.
Tennessee, Alabama, Arkansas, Oklahoma, Kentucky, Florida, South Carolina en Virginia hanteren nog een elektrische stoel als tweede methode.
Tot slot is het in Oklahoma toegestaan om veroordeelden te verstikken met stikstof. Deze nieuwe methode is tot dusver nog niet gebruikt.
Ongeacht de manier waarop hij of zij ter dood zal worden gebracht, krijgt de veroordeelde één of twee uur vóór de executie een laatste maaltijd en een religieuze dienst.

## Leeftijd van de veroordeelden
Alleen personen die ouder dan achttien jaar oud waren ten tijde van het gepleegde delict kunnen in de Verenigde Staten in aanmerking komen voor de doodstraf.
Tot een uitspraak van het federale hooggerechtshof in 2005 bestond in sommige staten van Amerika de mogelijkheid de doodstraf op te leggen aan minderjarigen. Na het afschaffen in de VS blijft de doodstraf voor minderjarigen nog voortbestaan in Bangladesh, Iran, Irak, Nigeria, Pakistan, Somalië en Jemen.

Historische minimumleeftijd voor de doodstraf per staat:
Geen doodstraf in 2000
18 jaar voor 2000
17 jaar tot 2000
16 jaar tot 2000

Sinds 1642 tot 2005 werden in de dertien koloniën en de huidige Verenigde Staten een geschatte 364 minderjarigen geëxecuteerd. Tweeëntwintig van deze executies vonden plaats na 1976, in zeven staten. Door de langzame beroepsprocedures is het ongebruikelijk dat een veroordeelde, wanneer hij ter dood gebracht wordt, nog steeds minderjarig is. De laatste keer dat dit voorkwam was waarschijnlijk in 1957, toen een 17-jarige jongen werd geëxecuteerd.
In 34 staten én bij de federale overheid gold al voor 2005 een minimumleeftijd van 18 jaar: Californië, Colorado, Connecticut, Illinois, Kansas, Maryland, Montana, Nebraska, New Jersey, New Mexico, New York, Ohio, Oregon, Tennessee, en Washington.
- Vijf staten hadden een minimumleeftijd van 17 jaar: Florida, Georgia, New Hampshire, North Carolina en Texas.
- Zeventien staten hadden een minimumleeftijd van 16 jaar of waren hiertoe gedwongen door een uitspraak van het federale hooggerechtshof: Alabama, Arizona, Arkansas, Delaware, Idaho, Indiana, Kentucky, Louisiana, Mississippi, Missouri, Nevada, Oklahoma, Pennsylvania, South Carolina, South Dakota, Utah, Virginia en Wyoming.[9]

De minimumleeftijd van zestien jaar werd in 1988 vastgesteld door het hooggerechtshof in de zaak Thompson v. Oklahoma. In 2005 besliste de rechtbank in Roper v. Simmons met vijf stemmen voor en vier tegen dat het executeren van minderjarigen ongrondwettelijk was. De 19 staten die wetten hadden die hiermee in strijd waren, hebben deze nog niet aangepast. In Amerika worden wetten die ongrondwettelijk zijn niet teruggetrokken, maar ontoepasbaar verklaard.

## Verspreiding van de veroordelingen

Totaal aantal veroordeelden (on death row) per staat in juli 2024.

De doodstraf wordt niet wijd en zijd toegepast op veroordeelden voor moord in Amerika. In de laatste jaren kreeg gemiddeld één uit zevenhonderd veroordeelden voor moord de doodstraf opgelegd, oftewel één executie voor elke 325 begane moorden.
In bepaalde delen van het land wordt de doodstraf vaker opgelegd dan in andere gebieden. In 2004 concludeerden onderzoekers van de Cornell-universiteit dat nationaal 2,5% van de moordenaars ter dood werden veroordeeld. In de staat Nevada is dat 6%. Texas zat met 2% onder het nationaal gemiddelde, maar executeerde wel 40% van allen die daar waren veroordeeld (vergeleken met de 10% als het gemiddelde). In Californië werd slechts 1% van de mensen in de dodencel ter dood gebracht. Slechts 1,4% van alle geëxecuteerden sinds 1976 was een vrouw.
Volgens tegenstanders van de doodstraf is 42% van de veroordeelden van Afro-Amerikaanse afkomst, hoewel zij slechts 12% van de bevolking beslaan; 34% van de ter dood gebrachten sinds 1976 was afkomstig uit deze bevolkingsgroep. Anderen zeggen dat blanken tweemaal zoveel kans hebben veroordeeld te worden tot de dood en dat zij sneller geëxecuteerd worden.

## Zelfmoord in de dodencel
Per 100.000 mensen in de dodencel pleegden er tussen 1976 en 1999 113 zelfmoord. Dat is ongeveer tien keer zoveel als het gemiddelde zelfmoordcijfer in de Verenigde Staten en zes keer hoger dan het gemiddelde aantal zelfmoorden in de gevangenis.

## Controverse

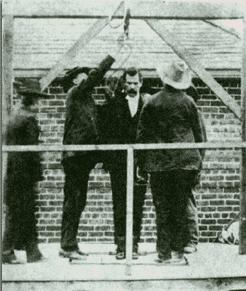
De ophanging van Tom Ketchum in Clayton, New Mexico, 1901

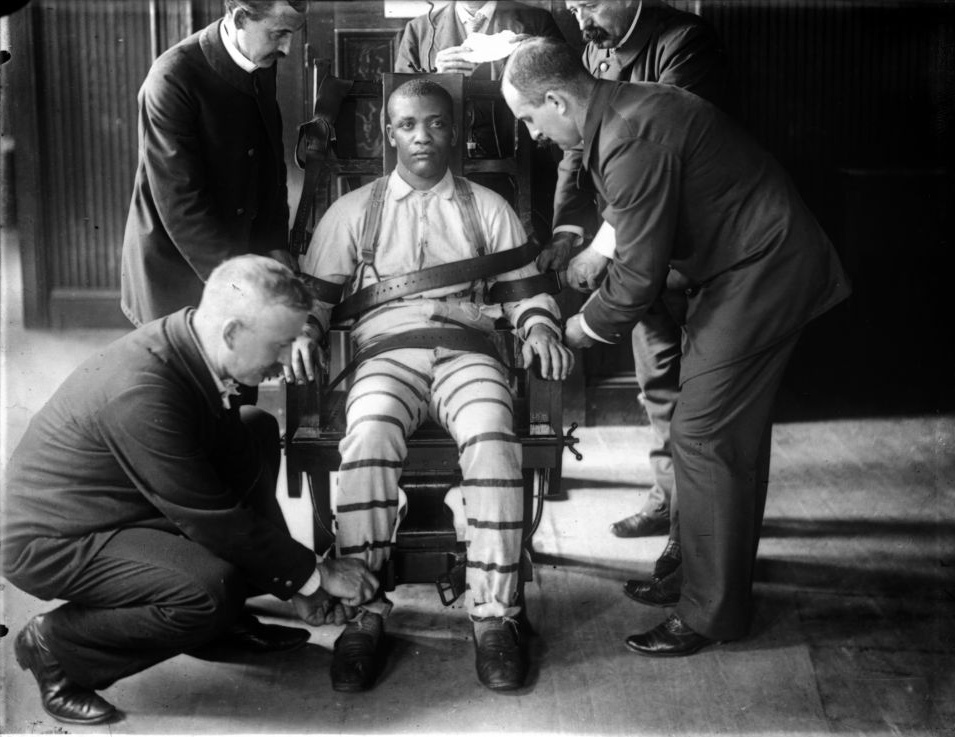
Elektrische stoel in Sing Sing, ca. 1900

## Geëxecuteerden per staat
- Michigan
- Wyoming

## Afbeeldingen

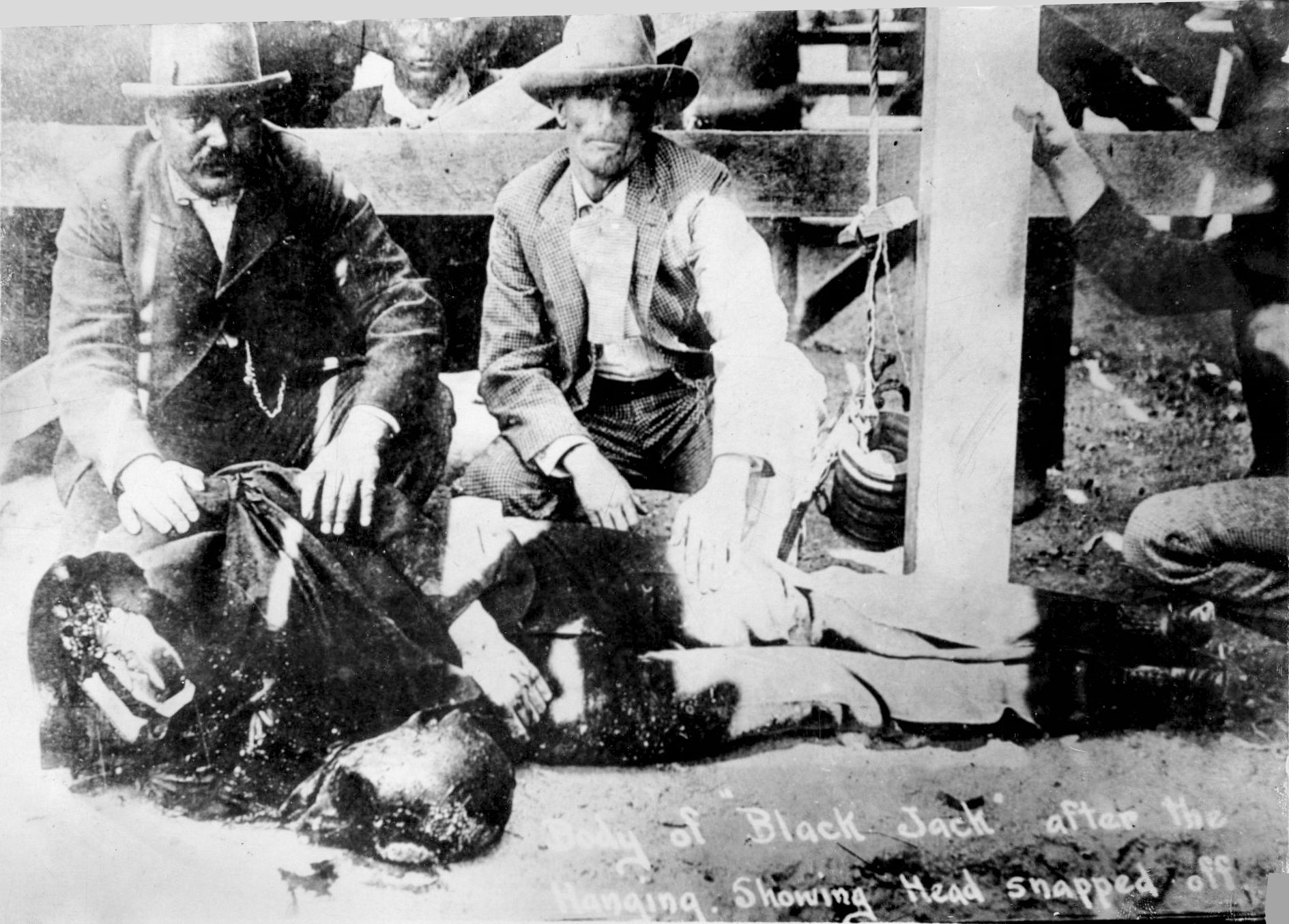
Briefkaart van de (onthoofde) opgehangen Tom Ketchum
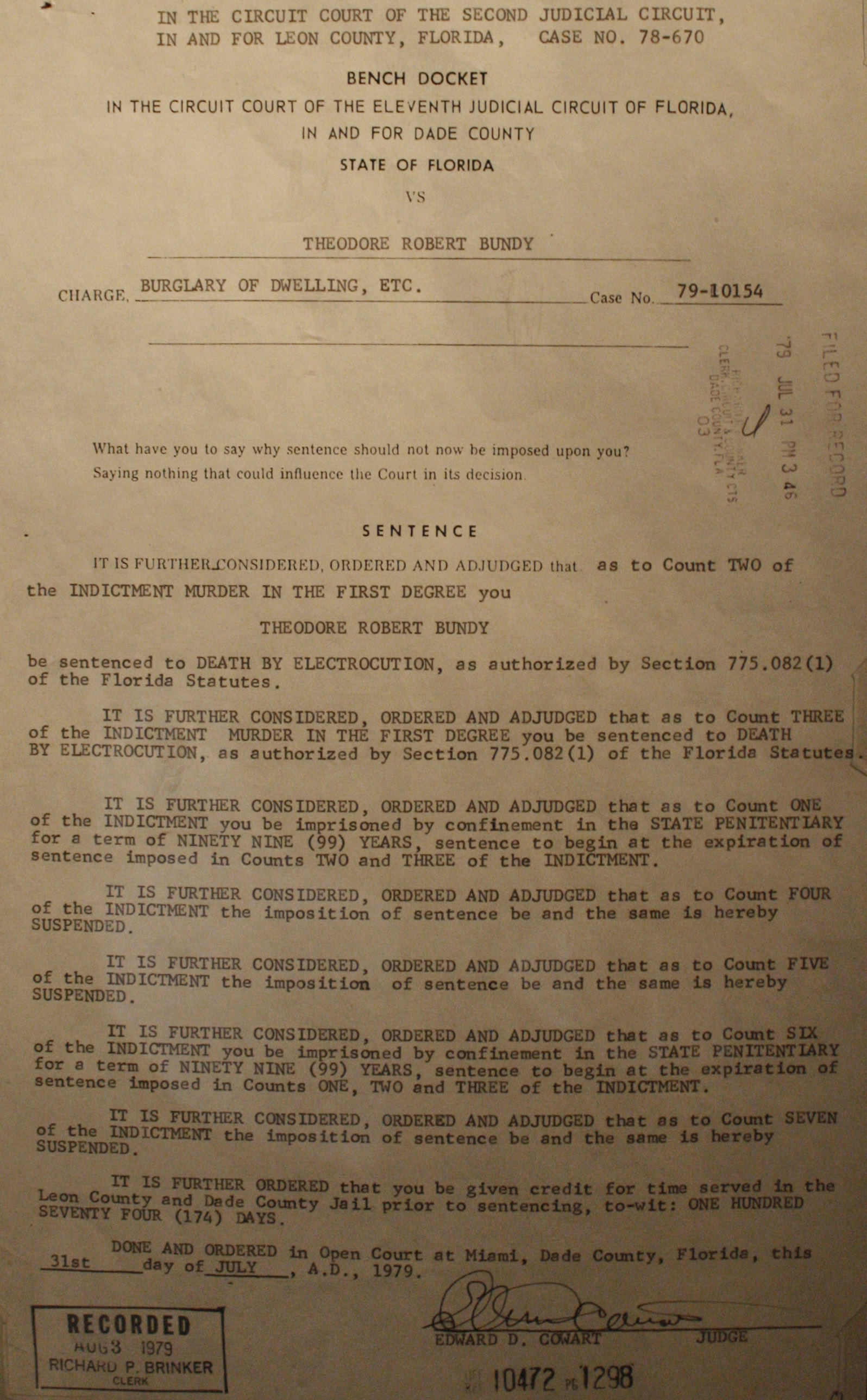
Veroordeling van Ted Bundy